# Jonathan Butterell
Jonathan Butterell (* in Sheffield) ist ein britischer Choreograf und Film- und Theaterregisseur.

## Leben
Jonathan Butterell wurde in Park Hill in Sheffield geboren. Ab Ende der 1990er Jahre arbeitete er als Choreograf und Regisseur an Musicals und Theaterstücken für das Donmar Warehouse, darunter Into the Woods im Jahr 1998 und How I Learned to Drive.
Für das Royal National Theatre in London choreografierte er Chikamatsu Monzaemons Fair Ladies at a Game of Poem Cards und Shakespeares Othello. Im Jahr 1996 war er als Regisseur bei Six Characters in Search of an Author für das Abbey Theatre, das irische Nationaltheater in Dublin, tätig. Für Opera North in Leeds war er 2002 Co-Regisseur und Choreograf von Sweeney Todd.
Am Broadway choreografierte er 2003 das Revival von Nine und im darauffolgenden Jahr die Wiederaufnahme von Fiddler on the Roof und den Film Wenn Träume fliegen lernen. Am Broadway war er 2004 auch als Choreograf für das Musical Assassins und zwei Jahre später für das Musical Lestat tätig.
Das Musical, Everybody's Talking About Jamie, das Butterell gemeinsam mit Dan Gillespie Sells und Tom MacRae entwickelte, lief am Crucible Theatre in Sheffield und wechselte im November 2017 ins Apollo Theatre in London. Im September 2021 wurde sein Regiedebüt bei einem Spielfilm Everybody's Talking About Jamie in das Programm von Amazon Prime aufgenommen, das auf dem Stück basiert.

## Musical- und Theaterarbeiten
Als Regisseur
- A Second Chance, Off-Broadway
- 2012: Soho Cinders, West End
- 2021: Everybody's Talking About Jamie, West End[8]

Als Choreograf
- 2002: A Man of No Importance, Off-Broadway
- 2003: Nine, Broadway
- 2004: Assassins, Broadway
- 2004: Fiddler on the Roof, Broadway
- 2005: See What I Wanna See, Off-Broadway
- 2005: The Light in the Piazza, Broadway
- 2006: Lestat, Broadway[8]

## Filmografie
- 2004: Wenn Träume fliegen lernen (Finding Neverland, als Choreograf)
- 2005: Stay (als Choreograf)
- 2021: Everybody’s Talking About Jamie (als Regisseur)